# Чак-Ток-Ичак IV
Чак-Ток-Ичак IV (дословно Великая Облачная Лапа; также известен как Птичий Коготь) (годы правления: после 527 — 537 год) — двадцатый правитель древнего майяского царства Мутуль со столицей в Тикале.

## Биография
Чак-Ток-Ичак IV взошёл на трон Мутульского царства примерно после 527 года и был преемником царицы Иш-Йокин и её соправителя и мужа Каломте-Балама.
Ему наследовал Яш-Эб-Шок II, сводный брат Иш-Йокин.